# 牧丈一郎
牧 丈一郎（まき じょういちろう、1999年9月23日 - ）は、京都府京都市左京区出身の元プロ野球選手（投手）。右投左打。

## 経歴

### プロ入り前
京都市立松ヶ崎小学校3年時に、松ヶ崎シャークスで野球を始めた。京都市立下鴨中学校時代は、京都嵐山ボーイズに所属し、3年時には全国大会に出場。野茂英雄率いるジュニア選抜チーム「NOMOジャパン」にも選出され、アメリカへの遠征も経験した。
中学卒業後の進路として、高校球界の強豪である高知県の明徳義塾高校へ進学することも検討していたが、「明徳義塾は自分がいなくても甲子園に行ける。啓新を自分の力で甲子園に連れて行きたい」との思いから、福井県の啓新高校への進学を決断した。入学直後に腰の疲労骨折に見舞われながら、1年時の秋からベンチ入りを果たした。2年時の秋には右肘痛、チームが優勝した3年時春の福井県大会直前には左脛の疲労骨折を経験。同大会でも背番号10でベンチに入っていたが、2試合の登板（1試合の先発）にとどまった。3年夏の選手権福井大会では、背番号1でロングリリーフに起用。3回戦で福井商業高校に敗れた。甲子園球場での全国大会とは無縁であったが、故障が癒えた3年時（2017年）の5月に福知山成美高校との練習試合で「当時の高校生投手最速」とされる152km/hをストレートで計測したことを機に、NPB球団のスカウトから注目された。
2017年10月26日に行われたドラフト会議では、阪神タイガースから6位指名を受け、11月13日に契約金3000万円、年俸480万円（金額は推定）で仮契約した。背番号は66。啓新高校の出身者としては初めてのプロ野球選手となった。

### プロ入り後
2018年は、ウエスタン・リーグ公式戦3試合の登板で、0勝1敗、防御率12.00を記録した。
2019年は、ウエスタン・リーグ公式戦15試合に登板したが、0勝1敗、防御率6.57にとどまった。秋季キャンプ中の11月13日、前年から30万円減となる推定年俸450万円で契約更改し、併せて、翌年から育成選手として契約することも発表された。背番号は126。
2020年は、ウエスタン・リーグで22試合に登板し、0勝1敗、防御率4.71を記録した。
2021年は、ウエスタン・リーグ17試合の登板で2勝3敗、防御率3.31を記録。序盤は中継ぎとして、夏以降は先発ローテーションの一員として登板したが、この年も支配下復帰はならなかった。
2022年は、ウエスタン・リーグ20試合の登板で0勝0敗、防御率5.40と結果を残せず、10月4日に翌年の契約を結ばないことが通告され、11月8日に自身のInstagramにて現役引退を表明した。

### 現役引退後
引退後は起業を目指し、見習いとして経営者のもとで働いている。

## 選手としての特徴
最速152km/hのストレートが武器。変化球はスライダー、カットボール、フォーク、チェンジアップを投げる。

## 人物
丈一郎という名前を付けられたのは、両親がボクシング好きで、プロボクサーの辰吉丈一郎にあやかったことによる。阪神からドラフト会議で指名された直後には、辰吉の愛称（ジョー）にちなんで、「都のジョーと呼んで下さい」と述べている。
自身と同郷（京都市の出身）の右投手で、福岡ソフトバンクホークスのエースとして活躍した斉藤和巳を、目標の投手に挙げている。阪神への入団後2年間は、斎藤の現役時代と同じ背番号66を着用していた。また、幼少期からの阪神ファンであることを公言。仮契約を結んだ際には、憧れの選手に鳥谷敬を挙げている。
啓新高校硬式野球部による甲子園球場の全国大会初出場は阪神入団後（2019年）の第91回選抜高等学校野球大会まで持ち越されたが、出場が決まった際には、Twitter上のアカウントから後輩を激励する旨のメッセージを送った。
啓新高校時代の監督であった大八木治からは「練習に取り組む姿勢が真面目で貪欲」と評価されている。その姿勢ゆえに、入学後から故障が相次いだものの、3年時の春から急成長を遂げた。

## 詳細情報

### 年度別投手成績
- 一軍公式戦出場なし

### 背番号
- 66（2018年 - 2019年）
- 126（2020年 - 2022年）

### 登場曲
- 「丸ノ内サディスティック」椎名林檎（2018年 - 2022年）